# Terebella virescens
Terebella virescens är en ringmaskart som beskrevs av Grube 1870. Terebella virescens ingår i släktet Terebella och familjen Terebellidae. Inga underarter finns listade i Catalogue of Life.